# ジム・スナイデロ
ジム・スナイデロ（Jim Snidero、1958年3月29日 - ）はアメリカ合衆国ニューヨーク在住のジャズプレーヤーで、アルトサックス奏者。ノーステキサス大学に学び、1981年ニューヨークに移住。2003年に解散した秋吉敏子ジャズオーケストラ フィーチャリング ルー・タバキンで、3rdアルトサックス、フルート、クラリネットを担当していた。教育者としても活動している。

## 著書
- 『ジャズ・コンセプション スタディー・ガイド』（各種楽器） エー・ティー・エヌ、ISBN 978-4-7549-3401-9（アルト＆バリトンサックス） (1998/12/10)
- 『インターミディエイト・ジャズ・コンセプション スタディー・ガイド』（各種楽器） エー・ティー・エヌ、ISBN 978-4-7549-3361-6（アルトサックス）
- 『イージー・ジャズ・コンセプション スタディー・ガイド』（各種楽器） エー・ティー・エヌ、ISBN 978-4-7549-3361-6（アルトサックス）